# Benzyl

Struktura benzylu

Benzyl (C6H5CH2-, někdy označovaná zkratkou Bn) je aromatická funkční skupina odvozená od toluenu (methylbenzenu) odtržením jednoho atomu vodíku z methylové skupiny. Pokud je vodík odtržen od benzenového jádra, vzniklá skupina se nazývá tolyl.
Přestože benzylová skupina obsahuje aromatické benzenové jádro, neřadí se obvykle mezi aryly, protože volná vazba nevychází přímo z aromatického cyklu, tedy sp2 hybridizovaného uhlíku, ale z sp3 hybridizovaného „alifatického“ atomu uhlíku.

## Příklady sloučenin
- Fenylmethylamin (benzylamin)
- Benzylpiperazin
- Butylbenzylftalát